# Donald Grant Nutter

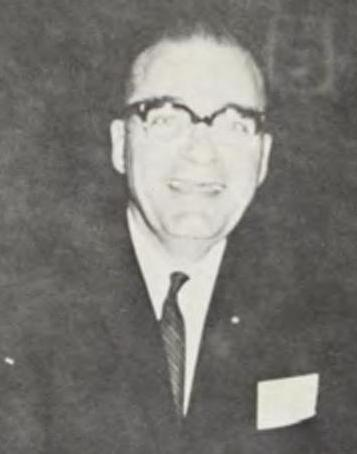

Donald Grant Nutter (28 de novembro de 1915 - 25 de janeiro de 1962) foi um político norte-americano. Serviu no Senado de Montana e como presidente do Partido Republicano no Estado antes de ser eleito governador em 1960. Depois de um ano no cargo, morreu em um acidente de avião, ocorrido durante uma tempestade de neve, em janeiro de 1962.